# Schönau im Schwarzwald
Schönau im Schwarzwald là một đô thị trong huyện Lörrach bang Baden-Württemberg thuộc nước Đức. Đô thị Schönau im Schwarzwald có diện tích 14,7 km², dân số là 2486 người (31/12/2006). Schönau im Schwarzwald nằm ở Rừng Đen, bên sông Wiese, 35 kilômét (22 mi) về phía đông bắc của Basel, Thụy Sĩ, và 23 kilômét (14 mi) về phía nam Freiburg. 